# NGC 7785
NGC 7785 في الفهرس العام الجديد، هي مجرة، تقع في كوكبة الحوت. اكتشفت في 25 أكتوبر 1785 بواسطة ويليام هيرشل.

## روابط خارجية
- NGC 7785 على موقع ويكي سكاي: DSS2, SDSS, GALEX, IRAS, Hydrogen α, X-Ray, Astrophoto, Sky Map, Articles and images